# Kanton Navarrenx
Kanton Navarrenx (francouzsky Canton de Navarrenx) je francouzský kanton v departementu Pyrénées-Atlantiques v regionu Akvitánie. Tvoří ho 23 obcí.

## Obce kantonu
- Angous
- Araujuzon
- Araux
- Audaux
- Bastanès
- Bugnein
- Castetnau-Camblong
- Charre
- Dognen
- Gurs
- Jasses
- Lay-Lamidou
- Lichos
- Méritein
- Nabas
- Navarrenx
- Ogenne-Camptort
- Préchacq-Josbaig
- Préchacq-Navarrenx
- Rivehaute
- Sus
- Susmiou
- Viellenave-de-Navarrenx